# Ganzsachensammlung der Brüder Petschek
Die Ganzsachensammlung der Brüder Petschek war vermutlich die wertvollste und weltweit umfangreichste Sammlung von Ganzsachen. Sie wurde von Ernst und Franz Petschek, zwei Söhnen des deutschböhmischen Montanindustriellen Ignaz Petschek, vor dem Ersten Weltkrieg aufgebaut und in der Zwischenkriegszeit erweitert. Der Verbleib der Sammlung ist unbekannt.
Originale der Sammlung dokumentierten in den Jahren 1927 und 1934 Carl Lindenberg und Franz Kalckhoff in zwei bibliophilen Katalogen mit dem Titel Die Ganzsachensammlung der Brüder Petschek. Von den Bänden existierten jeweils nur 150 Stück. Die darin aufgeführten Ganzsachen dienen oft als Beweis für das Vorhandensein seltener, unbekannter oder verschollener Stücke. Die Bücher sind eine der bekanntesten Raritäten der philatelistischen Literatur und heute genauso legendär wie die Sammlung selbst.

## Sammlung
Ernst Petschek (1887–1956) und Franz Petschek (1894–1963) wurden in ein märchenhaftes Vermögen hineingeboren. Ihr Vater, Ignaz Petschek, war der Begründer der Aussiger Stammlinie der Unternehmerdynastie Petschek, die im späten 19. und frühen 20. Jahrhundert zu den reichsten jüdischen Familien Europas zählte. Vermutlich waren die Gebrüder schon im Kindesalter, nachweislich lange vor dem Jahr 1914 eifrige Sammler von Briefmarken und Ganzsachen. Während des Ersten Weltkriegs wurde die Sammlung nicht weitergeführt, da beide Brüder als k.u.k. Offiziere in der österreichischen Armee dienten. Sie setzten ab Beginn der 1920er Jahre ihre Sammleraktivitäten fort und nahmen in der Folgezeit aktiv an der internationalen Ausstellungsphilatelie teil.
In den Jahren 1924 und 1925 ersteigerten Ernst und Franz Petschek auf direktem oder indirektem Weg große Teile der Ganzsachenbestände aus der Sammlung von Philipp von Ferrary. Im Jahr 1926 gelangten fast die gesamten modernen Ganzsachen der Pariser „Collection de Feu M. Erard Le Roy d`Etiolles“ in ihren Besitz. Auch in den folgenden Jahren konnten sie verschiedene Sammlungen im Direkterwerb bei Auktionen ersteigern, darunter die Ganzsachensammlung „Süd-Slavien“ von Siegfried Ascher, ungebrauchte Ganzsachen der altdeutschen Staaten von Dr. Max Zirker, Teile aus der Kollektion von Carl Lindenberg sowie seltene Einzelstücke von Sir Edward Denny Bacon, dem Präsidenten der Royal Philatelic Society London.
Gegen Ende der 1920er Jahre umfasste die Petschek-Sammlung rund 120.000 verschiedene Ganzsachen aus allen Teilen der Welt zuzüglich Mehrfachexemplaren. Dazu zählten insbesondere nahezu alle philatelistische Seltenheiten aus Österreich-Ungarn, der Schweiz, den USA, dem Kaiserreich Japan und dem Deutschen Reich. Neben Einzelstücken beinhaltete die Sammlung Aerogramme, frühe Antwort- und Gedenkpostkarten, ursprünglich am Postschalter gekauft, oft komplette Bündel, teils in Hunderter-Packungen. Die Sammlung selbst war in besonderen Schachteln und in 217 buchähnlichen Lederbänden untergebracht, die herausziehbare Albenblätter enthielten, in denen sich die einzelnen Ganzsachen dicht übereinander eingesteckt befanden. Ihr Wert war immens und damals als Geldanlage höchst profitabel, vergleichbar mit Aktien oder Gemälden.
Nicht weniger bedeutsam war die Briefmarkensammlung der beiden Brüder. Ernst und Franz Petschek erregten unter anderem im Jahr 1933 bei der WIPA in Wien großes Aufsehen: Sie präsentierten dort eine Österreich-Ungarn-Sammlung, die alle Marken von 1850 bis 1918 in tadelloser Qualität umfasste, darunter Rosa-Merkur auf Schleife als postfrischer 8er-Block der Zeitungsmarkenausgabe von 1858. Darüber hinaus zeigten sie bei diesem philatelistischen Großereignis eine aus 20 Bänden bestehende Briefmarkensammlung der österreich-ungarischen Nachfolgestaaten, davon sechs Bände mit Schwerpunkt  Tschechoslowakei nebst amtlichen und privaten Briefmarkenbögen, Probedrucke und Plattennummern.
Wie aktiv und bedeutsam die beiden Brüder als Philatelisten waren, belegen auch Dokumente und Berichte in Fachzeitschriften über die OSTROPA 1935 in Königsberg. Hier stellten sie nicht nur Teile ihrer monumentalen Sammlung vor, die aufzeigten, wie viele Typen und Abweichungen es bei diversen Ganzsachen gab, sondern waren Preisstifter sowie Ausschuss- und Jurymitglieder dieser „International Osteuropäischen Postwertzeichen-Ausstellung“.

## Kataloge
In den Jahren 1927 und 1934 klassifizierten Carl Lindenberg und Franz Kalckhoff Originale der Sammlung fachlich und fertigten zwei bibliophile Kataloge mit dem Titel Die Ganzsachensammlung der Brüder Petschek an. Von den aufwändig gestalteten Bänden existierten jeweils nur 150 Stück, die nicht in den freien Verkauf kamen. Die darin enthaltenen Ganzsachen dienen oft als Beweis für das Vorhandensein seltener, unbekannter oder verschollener Stücke. Die Bücher sind eine der bekanntesten Raritäten der philatelistischen Literatur und heute genauso legendär wie die Sammlung selbst.
Den Auftrag zur Sichtung und Katalogisierung gab Ignaz Petschek, der seinen Reichtum und sozialen Status gern zur Schau stellte, anlässlich seines 70. Geburtstags am 14. Juni 1927. Die Feier war in Aussig ein gesellschaftliches Großereignis; Ignaz Petschek war der reichste Mensch der Ersten Tschechoslowakischen Republik. Die einzeln nummerierten, edel in blaues Leinen gebundenen, rundherum mit Goldschnitt und in speziell gefertigten Schubern mit Titeletikette versehenen Buchbände verschenkte Ignaz Petschek an ausgewählte Gäste seiner Geburtstagsfeier, nahe Familienangehörige sowie einige namhafte Philatelisten. Den ersten Teilkatalog verfasste Lindenberg, der im Vorwort festhielt:

„Dieses Werk verdankt seine Entstehung der Anregung des Bergwerkbesitzers I. Petschek in Aussig a. E., der anlässlich seines  70. Geburtstages den beiden seiner vier Söhne, die sich für Ganzsachen interessieren, Dr. Ernst Petschek in Berlin und Franz Petschek in Aussig a. E., die Freude machen wollte, über den Bestand ihrer Sammlung einen genaueren Ausweis zu haben.“

Die Brüder Petschek kannten Kalckhoff und Lindenberg von internationalen Ausstellungen persönlich, zudem waren Ernst Petschek und Franz Kalckhoff beide promovierte Chemiker, die in Berlin wohnten. In diesem Zusammenhang enthielten sehr wahrscheinlich alle Exemplare eine handsignierte Widmung des jeweiligen Autors. Nikodem Caro, der Schwiegervater von Ernst Petschek, besaß den ersten Band (Exemplar 139 von 150) mit einer ganzseitigen Widmung von Carl Lindenberg und eigenhändiger Unterschrift: „Herrn Geheimrat Prof. Dr. N. Caro z.f.K. am 14. Juni 1927 zum 70-sten Geburtstag von I. Petschek.“
Katalogisiert wurden die seltensten und wertvollsten Ganzsachen, sie stellten nur einen Bruchteil der Petschek-Sammlung dar. Lindenbergs Band (1927) zu den Grenzsachengebieten der Buchstaben A–L umfasst 208 Seiten mit schwarzweiß Abbildungen. Der zweite Band (1934) der Buchstaben M–W von Kalckhoff enthält 239 Seiten mit schwarzweiß und farbigen Bildern. Hierbei ist zu berücksichtigen, dass Farbabbildungen in Büchern zu dieser Zeit eine Seltenheit und in dieser geringen Auflage, zumal einzeln nummeriert, extrem teuer waren. Dazu kam, da es sich um eine Auftragsarbeit handelte, das sicherlich nicht geringe Honorar für Kalckhoff und Lindenberg, die zu bedeutendsten Ganzsachen-Kennern ihrer Zeit zählten.

## Verbleib
Der Verbleib der Petschek-Sammlung ist unbekannt. Zuweilen äußern Forscher und Auktionatore die Vermutung, dass ein Teil des Bestandes im Zuge der Arisierung und Enteignung des Aussiger Petschek-Besitzes konfisziert oder vernichtet wurde.